# Gyrinus priscus
Gyrinus priscus là một loài bọ cánh cứng trong họ van Gyrinidae. Loài này được Lesne miêu tả khoa học năm 1927.